# Holon (Physik)
Holone (auch bekannt als Chargone) sind neben Spinonen und Orbitonen eines von drei Quasiteilchen, in die sich Elektronen in Festkörpern während der Spin-Ladungs-Trennung aufspalten können, wenn sie bei Temperaturen nahe dem absoluten Nullpunkt extrem dicht eingeschlossen sind. Das Elektron kann theoretisch immer als gebundener Zustand der drei betrachtet werden, wobei das Spinon den Spin, das Orbiton den Orbitalort und das Holon die Ladung des Elektrons trägt, aber unter bestimmten Bedingungen können sie getrennt werden und sich wie unabhängige Teilchen verhalten.

## Übersicht
Elektronen sind Fermionen und stoßen sich gegenseitig aufgrund des Pauli-Prinzips ab. Infolgedessen verändern sie ihr Verhalten in Regionen hoher Elektronendichte. Die im Juli 2009 von der University of Cambridge und der University of Birmingham in England veröffentlichten Forschungsergebnisse zeigten, dass Elektronen durch Quantentunneln aneinander vorbeiströmen können und sich dabei in zwei Quasiteilchen aufteilen, die von den Forschern Spinonen und Holonen genannt werden.